# Freycinetia keyensis
Freycinetia keyensis är en enhjärtbladig växtart som beskrevs av Ugolino Martelli. Freycinetia keyensis ingår i släktet Freycinetia och familjen Pandanaceae. Inga underarter finns listade.